# Pont Aristide-Briand (Nantes)
Pour l’article homonyme, voir Pont Aristide-Briand.
Le pont Aristide-Briand est l'un des principaux ponts nantais, et forme une partie de la « deuxième ligne de ponts ». 

## Situation et accès
Il traverse le « bras de la Madeleine », bras de Loire situé au nord de l'île de Nantes. C'est un pont mixte de trois travées constitué de six poutres longitudinales qui relie l'avenue Jean-Claude-Bonduelle au boulevard Général-De-Gaulle (anciennement « boulevard de l'Île-Beaulieu »), nouvellement créé à l'époque.  

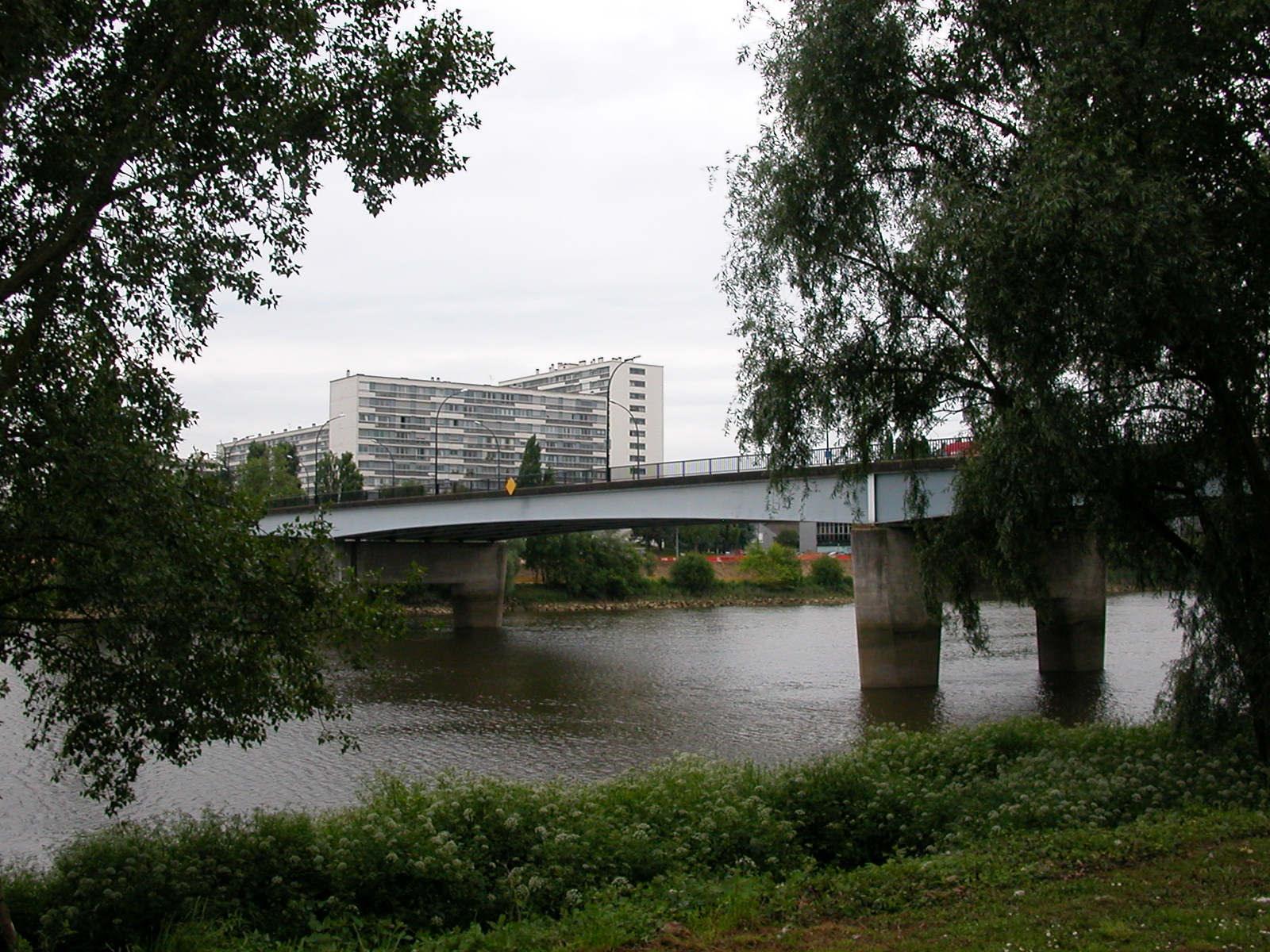

## Origine du nom
Le nom d'Aristide Briand rend hommage à celui qui, né à Nantes le 28 mars 1862, fut onze fois président du Conseil, vingt-trois fois ministre dont dix-huit fois aux Affaires étrangères et reçu en 1926 le prix Nobel de la paix avec l'homme politique allemand Gustav Stresemann.

## Bâtiments remarquables et lieux de mémoire
Il est construit de 1962 à 1966.
Depuis le 6 novembre 2006, le pont Aristide-Briand est traversé par la ligne 4 du busway, qui relie la Porte de Vertou à la place Maréchal-Foch.